# Evangelist marketing
Evangelist marketing – zaawansowana forma buzz marketingu – tworzenie u konsumenta tak silnego przekonania i zaufania do produktu, usługi lub marki, że klient z własnej woli przekonuje innych do kupowania, używania.